# اوتنوروک (باشقیرستان)
اوتنوروک (انگلیسی: Otnurok)  یک شهرک در شهرستان بلورتسکی باشقیرستان کشور روسیه است.